# Piccoli fratelli di Gesù

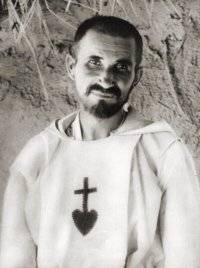
Charles de Foucauld (fratel Carlo di Gesù)

I Piccoli Fratelli di Gesù (in latino Institutum Parvolorum Fratrum Iesu, in francese Petits Frères de Jésus) sono un istituto religioso maschile di diritto pontificio: i membri di questa congregazione pospongono al loro nome la sigla P.F.I. o P.F.J.

## Storia
La congregazione sorse a opera di René Voillaume (1905-2003) e altri cinque sacerdoti ispirati dall'esempio di vita di Charles de Foucauld (1858-1916): l'8 settembre 1933 ricevettero nella chiesa di Montmartre a Parigi l'abito religioso dalle mani del cardinale Jean Verdier e nell'ottobre successivo si recarono in Africa.
Iniziarono a condurre vita comune a El Abiodh Sidi Cheikh, in Algeria, e a seguire la regola elaborata da Charles de Foucauld nel 1899, che prevedeva la clausura e l'adorazione eucaristica: volendo imitare più da vicino lo stile di vita di de Foucauld, che aveva assistito soprattutto materialmente le popolazioni del Sahara, vivendo a stretto contatto e lavorando insieme a loro, abbandonarono la rigida interpretazione della regola.
L'istituto dei Piccoli Fratelli di Gesù venne eretto in istituto di diritto diocesano da Gustave Nouet, prefetto apostolico di Ghardaïa, il 19 marzo 1936; ricevette il pontificio decreto di lode il 13 giugno 1968.
Esiste anche il ramo femminile delle Piccole Sorelle di Gesù.

## Attività e diffusione
I Piccoli Fratelli conducono una vita di povertà, condividendo la sorte degli strati più umili della popolazione e svolgendo lavori manuali; esercitano l'apostolato tra i diseredati e negli ambienti meno penetrabili dalla normale azione pastorale. Spesso vivono in appartamenti. Il loro abito tradizionale consiste in una tunica e scapolare bianchi o grigi, con un cuore rosso sormontato da una croce ricamato sul petto.
Sono presenti in Africa (Algeria, Camerun, Egitto, Mauritius, Tanzania), nelle Americhe (Argentina, Bolivia, Cuba, Stati Uniti d'America e in Asia (Corea del Sud, India, Giappone) e in Europa (Austria, Francia, Italia, Polonia, Spagna; il moderatore supremo, che porta il titolo di Priore Generale, risiede a Bruxelles.
Al 31 dicembre 2005, la congregazione contava 89 case e 229 religiosi, 64 dei quali sacerdoti.